# Hivatás

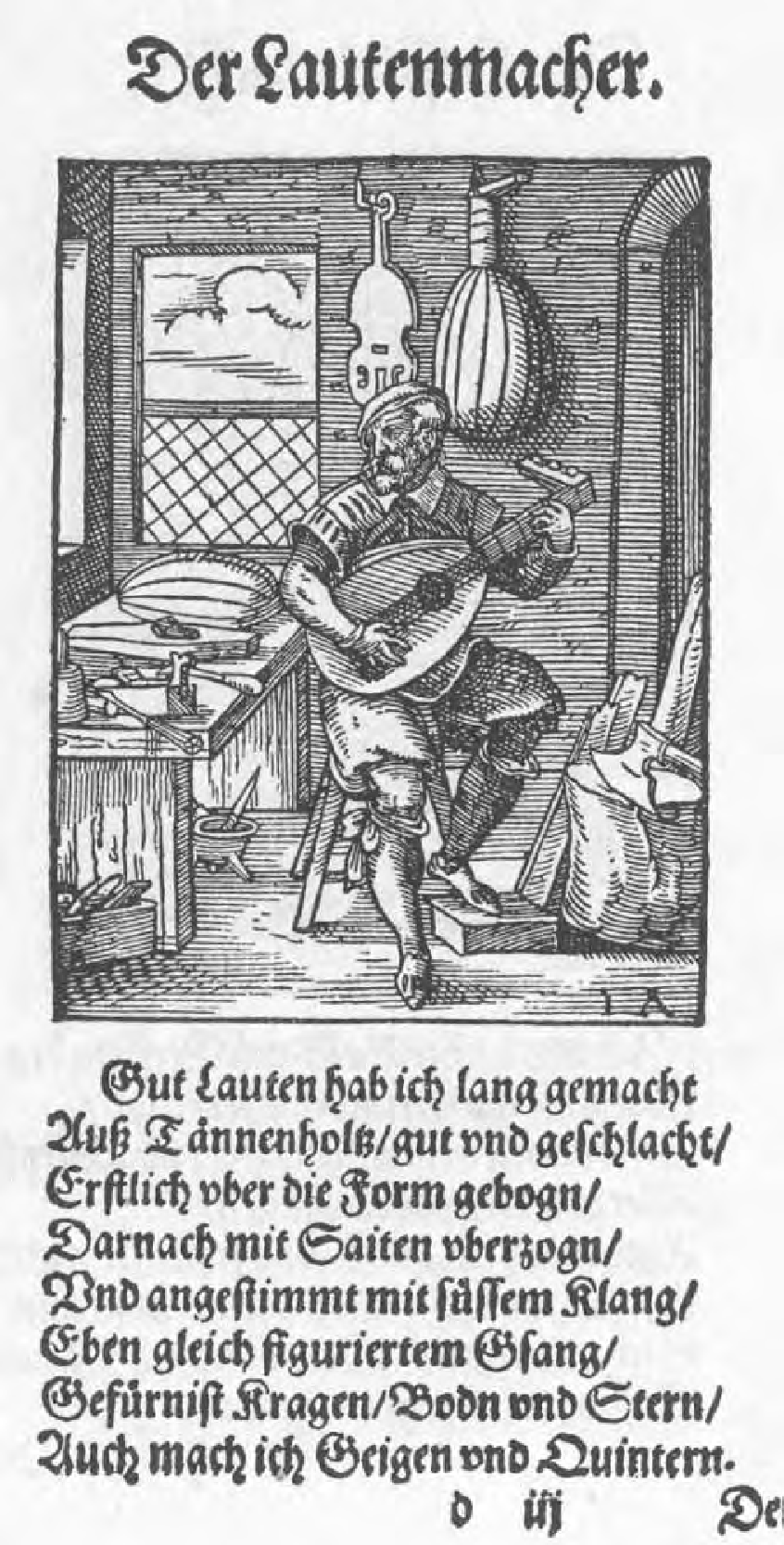
A lantkészítő 'Der Lautenmacher', Eygentliche Beschreibung
Aller Stände... Hans Sachs: Mesterségek könyve, (1568)

A hivatás fogalmának többféle értelmezése, így világi és egyházi értelmezése is lehetséges. A hivatás fogalma két szinten értelmezhető, világi elhivatottság gyanánt, amikor a hivatás mint professzió – szülői, orvosi, segítői, színészi vagy más pálya – jelentkezik, vagy valamely eszme kisugárzása, vonzereje kapcsán, amit hivatástudatnak neveznek.
A Magyar értelmező kéziszótár szerint valamely foglalkozás, pálya iránti hajlamot, elhivatottságot, e hajlam alapján választott foglalkozást, életcélt jelent. A személyes elkötelezettséget hagyományosan hivatástudatnak nevezzük.
A hívő ember Istent is figyelembe veszi, számára a hivatás Isten általi hívás, hogy egy célért, eszményért teljesen odaadja életét. A “profession” (hivatás, szakma) kifejezés eredetileg a szerzetesi fogadalomra vonatkozott. A “profess” szóból származik, amely hitvallást, a vallásos meggyőződés kinyilvánítását jelenti, mélyebb gyökere a “priest”, pap kifejezéshez kapcsolódik.

## A szó eredete
A szó a latin vocatio ("elhívás", "elhivatottság") szóból ered. A magyar „hivatás”, a német beruf és az angol vocation egyaránt vallási, bibliai eredetű fogalmak, ahol egy bizonyos értelemben a hívást jelenti, amit Istentől kap az emberi lény. Maga a szó azonban gyakran használatos világi környezetben is.
Ki-ki amely hivatásban hivatott el, abban maradjon.
Szóösszetétel(ek): hivatásérzet; hivatáskör; hivatásszeretet; hivatástudat; élethivatás.
Szinonimák, rokonértelmű szavak: munka, állás, szakma, pálya, foglalkozás, karrier, meló, mesterség, pályafutás, feladat, megbízatás, küldetés, megbízás, misszió, elhivatottság, tehetség, rátermettség, hajlandóság, elrendeltetés.

## Fogalommeghatározás

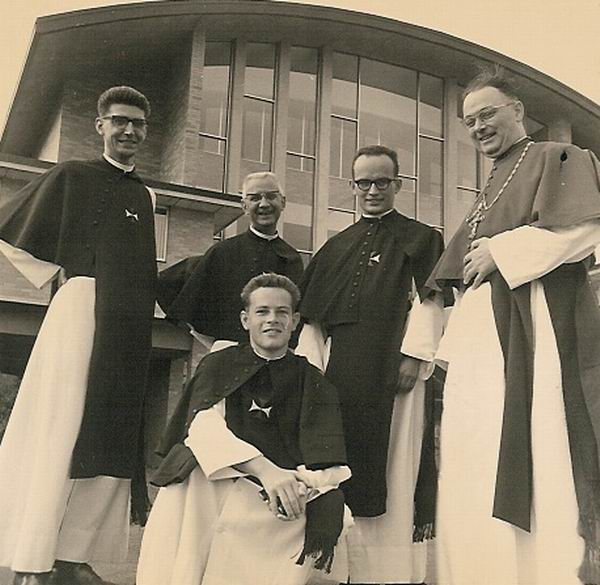
A papok Istent is figyelembe veszik az életpályájuk választásakor, az Isten általi hívás számukra azt jelenti, hogy teljes életüket papi hivatásuknak szánják

A modern társadalom, a kapitalista gazdasági rend piaci viszonyai között, általában minden szórakozáson és pihenésen kívüli emberi tevékenységet vagy szolgáltatást megfizethető munkaként értelmezünk. Azonban egy másik ember (vagy élőlény) szolgálatára irányuló, esetenként előírt etikai szabályok szerint végzett, minden más szempontot háttérbe szorító tevékenységet hivatásnak nevezzük. Ez általában a szintén fizetésért végzett általános munkaköröktől eltérő, különleges törvényi szabályozások alá vont, kamarai etikai előírásokban is meghatározott, „megkülönböztetett” erkölcsi alapelveket igénylő munkavégzésre irányuló tevékenységfajta.
Az etikát kimondani nem lehet, csak mutatni;
A különböző hivatásetikai kódexek alapelvei kortól és földrajzi helytől függetlenül a hétköznapi erkölcsi alapelvekből és szakmai protokollokból, irányelvekből indulnak ki. A hivatás lényege nem csupán a saját létbiztonság megteremtésében, hanem mások szolgálatában, mások javának védelmében vagy biztosításában valósul meg.[forrás?] A hivatását gyakorló személyt “megkülönböztetett”, a fontosságának megfelelő mértékben, rangjához méltó tisztelet illeti meg. A hivatásos katonák esetében az átlagosnál magasabb a társadalmi elvárás foka, hivatásukat önként vállalják, a katonai fegyelemből reájuk háruló kötelezettségekkel együtt.
A papi hivatást választó gyóntató lelkiatyát abszolút titoktartás kötelezi. Senkinek semmilyen körülmények között nem beszélhet arról, amit a gyónásból tudott meg. Ha a gyónási titkot megsértené, akkor ez kiközösítéssel járna. A gyónási titok megtartásáért a papnak akár a mártírhalált is vállalnia kell, amire a példa Nepomuki Szent János élete és halála.
Korunk fejlődésével a szaketika és a hivatásetika jelentősége társadalmunkban egyre jobban erősödik. A hivatásetika a hivatásokhoz köthető erkölcsi kérdések és elvárások gyűjteménye, rendszere. A hivatásetikának, szaketikának sokféle rendszere van, ezért nevezzük az egyes követelményrendszereket orvosi etikának, bírói etikának, ügyvédi etikának, üzleti etikának, közszolgálati etikának …. Közös jellemzőjük, hogy bennük az adott hivatás alapvető érdekei és értékei jelennek meg.

## A hivatások viszonya a foglalkozásokhoz
A köznapi nyelvhasználat a foglalkozás és a hivatás közötti különbséget nem értelmezi, a két szót többnyire egymás szinonimájaként használjuk.
Elsősorban a magas társadalmi presztízzsel rendelkező, nagy társadalmi megbecsültségű foglalkozásokat tekintjük hivatásoknak, hangsúlyozva, hogy a hivatásokat űzők kötelességeiket lelkiismeretesen, azaz hivatásukból rájuk háruló etikai normákat és személyes morális értékrendjüket szem előtt tartva hajtják végre.
Az orvosi hivatás a jogi, ügyvédi hivatáshoz hasonlóan előkelő helyet foglal el a foglalkozások hierarchiájában, és így van ez a férfiakra, valamint a nőkre társadalmilag jellemzőnek tartott foglalkozások körében is, de mégsem azonos a férfi, illetve a női orvos presztízse.

## Fokozott etikai követelményekkel összekapcsolt foglalkozások
- orvos, diplomás ápoló, nővér, technikai asszisztens, védőnő, szociális munkás (a betegekért)[12]
- pap, lelkész, lelkipásztor, rabbi(elfogadja Isten hívását és szolgálja a híveket[13][14])
- bíró (az igazságért - nem lehet részrehajló egyik fél felé sem)[15]
- ügyész (a közvádért)[16]
- ügyvéd (az általa képviselt félért)[17]
- pedagógus (a diákokért)[18]
- tudós (a tudományért)[19]
- Mérnök
- Történész
- hivatásos biztonsági őr
- hivatásos rendőr, katona, börtönőr, pénzügyőr, hírszerző (a polgárokért)[20]
- politikus (a polgárokért)[21]
- szülő, nevelőszülő (a gyerekéért)[22][23]
- művész (a művészetért)[24]
- Hivatásos járművezető ( Kamion sofőr, teherautó sofőr,busz sofőr, taxi sofőr, vasúti járművezető , pilóta,  hajós kapitány)
- állatgondozó, állatorvos (az élőlényekért)[25]

## Története

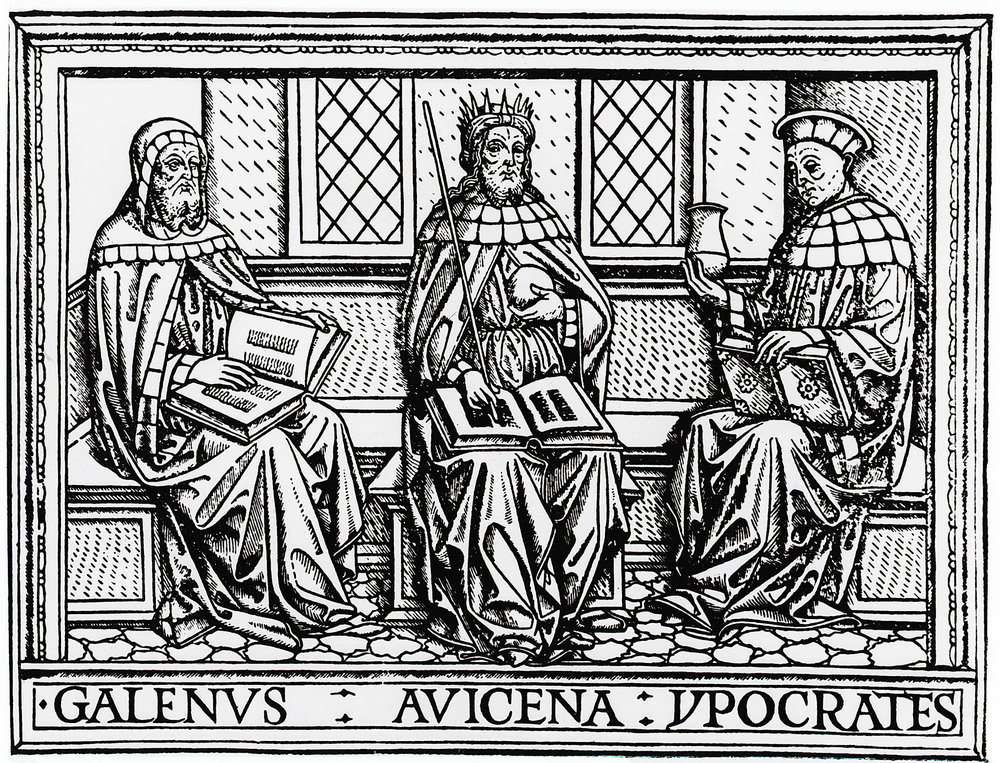
Az ókorban gyógyító Galénosz római-, Avicenna perzsa- és Hippokratész görög orvos ábrázolása egy 16. századi orvosi műben. A hippokratészi eskü az orvost szolgálatra és etikai alapelvek betartására kötelezi a gyógyító tevékenysége során

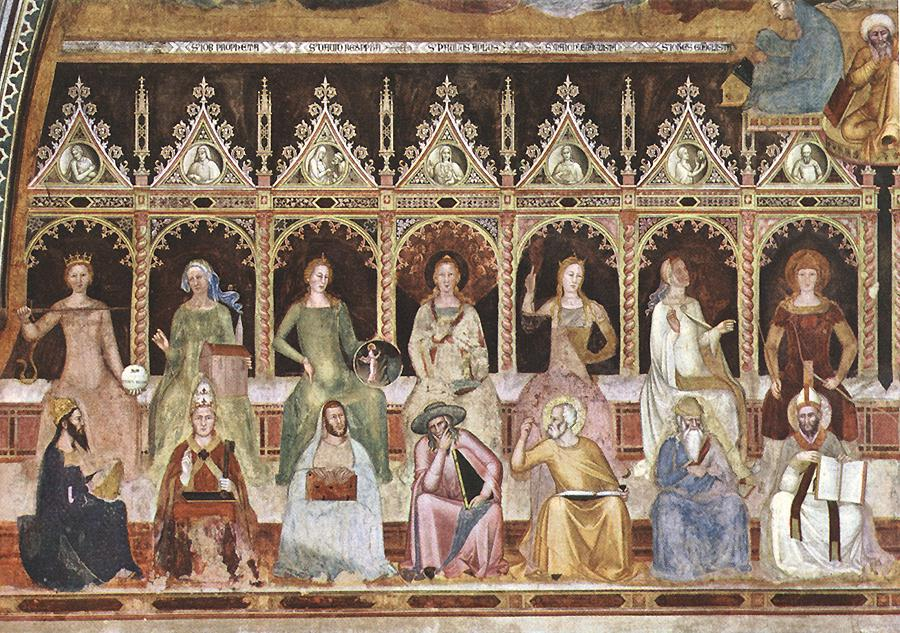
A tudományok allegóriái freskó,Santa Maria Novella templom, Firenze

Régebben mindössze három hivatást ismertek, amelyek űzése során etikai követelményeknek kellett megfelelni, ezek az úgynevezett tanult hivatások voltak: isteni, orvosi és jogi hivatást, amit csak a hivatásnak megfelelő iskolát végzett személyek űzhettek, így például az ápolói munka hivatássá válásának kezdete, egészen a középkorig nyúlik vissza. A “profession” (hivatás, szakma) kifejezés eredetileg valaminek az elismerését, kinyilvánítását jelentette, és a szerzetesi fogadalomra vonatkozott. A “profess” szóból származik, amely hitvallást, a vallásos meggyőződés kinyilvánítását jelenti. A szó mélyebb gyökere a “priest”, pap kifejezéshez kapcsolódik.

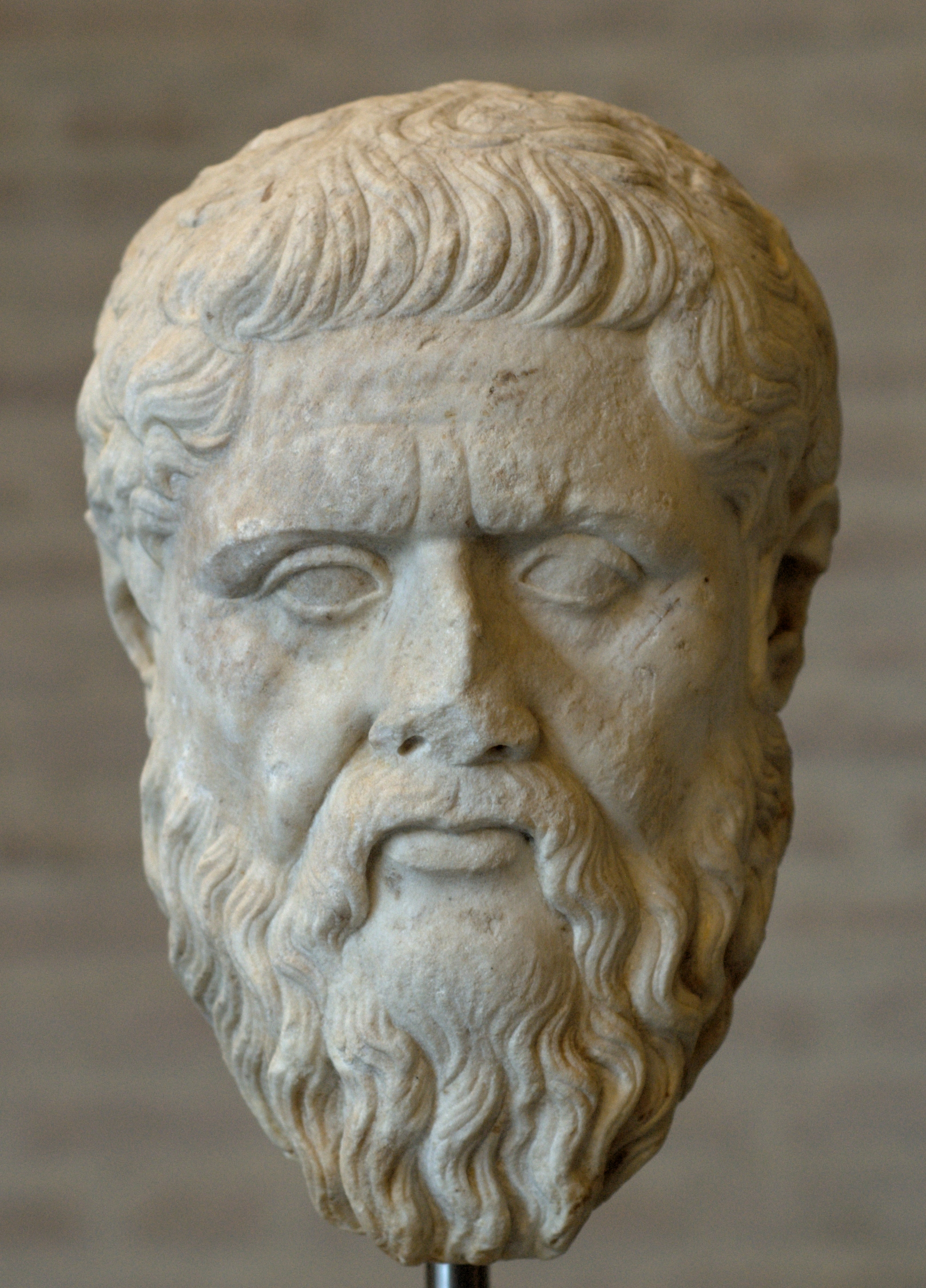
Platón

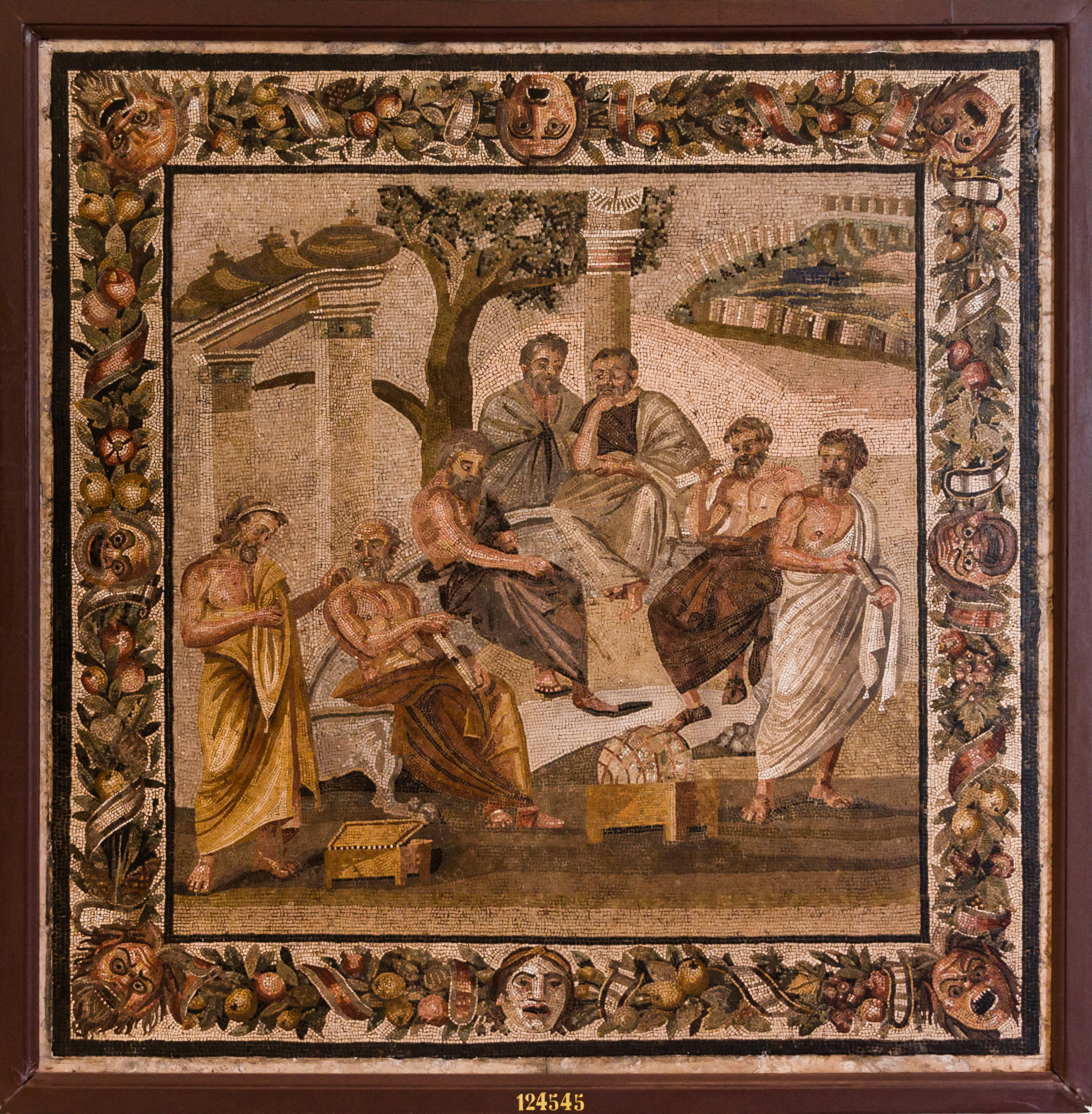
Platón ókori görög filozófus, iskolaalapító a tanítványaival, római mozaik, Pompeii

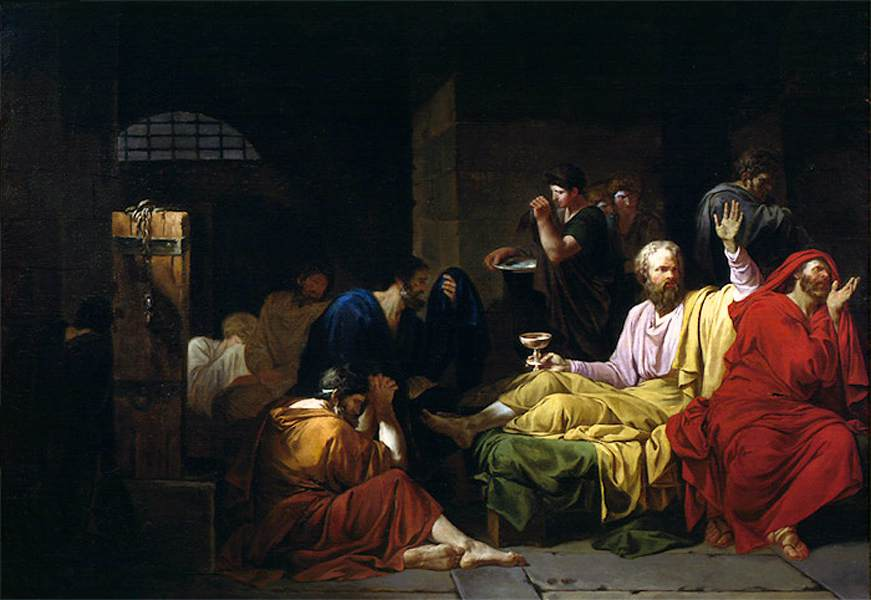
Jean-François-Pierre Peyron: Szókratész halála. Szókratész az autonóm filozófiai etika megalapítója, mint hivatott tudós, önként vállalt halálával az elvek melletti kiállás örök példájává vált

### Ókor
Platón: Az állam (I. könyv) című művében több példát hoz fel a hivatásukat gyakorló vezetők sajátos szerepére és kötelezettségére, művében kortárs ókori szerzők definícióit is bemutatja. Ilyen például az alábbi dialógus, ami jól demonstrálja például egy vezetői hivatás lényegi elemeit
(…)
SZÓKRATÉSZ: És az ilyen kormányos és parancsnok nem a maga javát keresi-rendeli, de a hajósokét és alárendeltjeiét.
THRASZÜMAKHOSZ (kelletlenül): Legyen.
SZÓKRATÉSZ: Eszerint, ó, Thraszümakhosz, senki emberfia semmiféle uralomban, amennyiben igazi vezér, nem keresi-rendeli a maga javát, hanem az alattvalói javát, akiket mesterségével szolgál. És bármit tesz vagy beszél, arra nézve tesz vagy beszél: mi szolgál alattvalója javára.

(…)
A dialógusrészlet szerint, ha valaki lelkiismereti meggyőződésből más emberek szolgálatával járó vezetőnek szánja magát, akkor a vezetettek szolgálata, hivatásává kell váljon. Szókratész az autonóm filozófiai etika megalapítója, mint hivatott tudós, önként vállalt halálával az elvek melletti kiállás örök példájává vált. Arisztotelész világnézete szerint a közösség, a polisz minden más javak fölött áll; az egyén csak annyiban lehet individuum, amennyiben a polisz tagja.

### Középkor

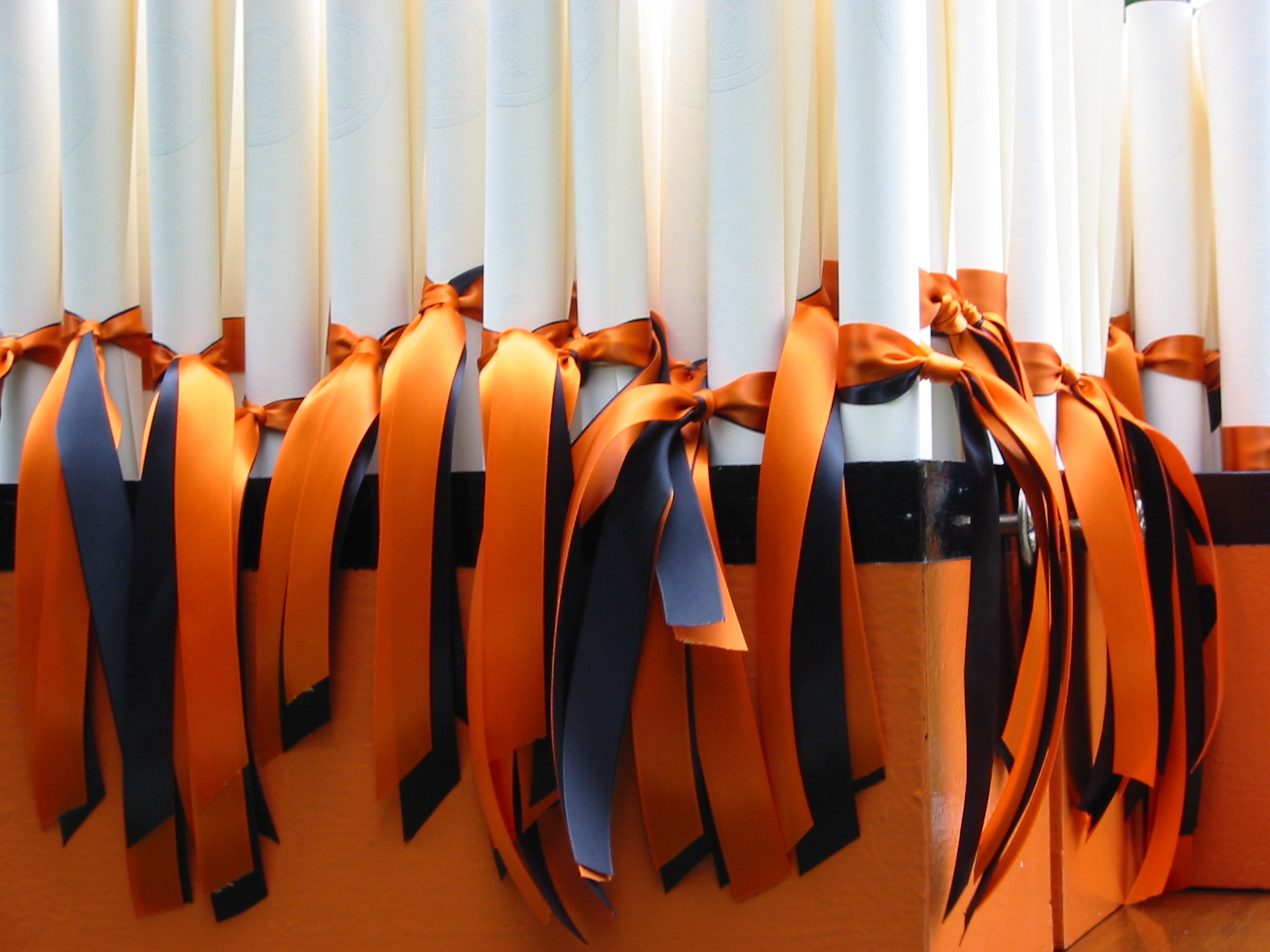
Diplomák. A modern kor előtt mindössze három hivatást ismertek, ezek voltak a „tanult hivatások”

A középkorban és a modern kor előtt mindössze három hivatást ismertek, ezek voltak az ún. „tanult hivatások”:
- isteni;
- orvosi;
- jogi.

Aquinói Szent Tamás a római katolikus egyház legnagyobb skolasztikus teológusa volt az, aki a 14. századra kibékítette egymással az arisztotelianizmust és a keresztény filozófiát, aki szerint a jó az, ami a másik számára tökéletesedést képvisel, s így törekvésének a célja. A jó az, amire minden ember érdeklődése irányul, legfőbb célja pedig a boldogság.
Bibliafordításai alkalmával Luther Márton a protestáns reformáció szellemi atyja használta először a német „beruf” szót (Ein jeglicher bleibe in dem Beruf, darin er berufen ist.), „kifejezetten a mai értelemben, majd hamarosan felvette mai jelentését az összes protestáns nép világi nyelvében. ... A lutheri bibliafordítás előtt a hivatás ... a mai, világi értelemben egyetlen nyelvben sem fordul elő.”
Luther Márton szerint a munkáját végző ember Istentől kapta elhívását, a tőle kapott hivatását tölti be, és nem csupán a „munkáját” végzi, napi nyolc órában. Így válik számára a munka hivatássá és válik Istent dicsőítő és őt szolgáló cselekvéssé, „szent” magatartássá, etikai, vallásos és erkölcsi dimenziót adva neki.

### A hivatás fogalma napjainkban
A hivatással kapcsolatban a régi felfogás manapság megváltozott, a fogalmat a foglalkozását hivatásszerűen, szakmai elhivatottságból, a belső tehetség érzésétől áthatva, az alkotás vágyától vezérelve, elhivatottan végző személlyel kapcsolatban használjuk.
Találjuk meg, mi is számunkra a boldogság, ezáltal jövünk rá, mi az élet értelme
Az önként vállalt, választott tevékenységével, élethivatásával szemben, különleges társadalmi elvárások érvényesülnek, melyekre tevékenységi viszonyának fennállása alatt mindvégig figyelemmel kell lennie és amelyet hivatalos esküvel is megerősítenek.
A hivatásának művelése, szolgálati jogviszonya során etikai alapelveket kell figyelembe vennie. Számos kötelezettséget követelnek meg tőle a néha egymásnak ellentmondónak tűnő jogi és a hivatásának megfelelően előírt, etikai kódexben, az alapvető hivatásbéli követelmények foglalatában megfogalmazott elvek.
Az etikai kódexek olyan iránymutatások, amelyek az érdekeltektől elvárt viselkedésre vonatkoznak, kijelölve az elfogadott, illetve tiltott magatartásformák közötti etikai határokat. Ezek az etikai alapelvek kortól és földrajzi helytől függetlenül a hétköznapi erkölcsi alapelvekből indulnak ki.
A vállalt hivatásából fakadó érdekei fölé helyezi az esetlegesen ettől eltérő egyéni érdekeit. Jellemző példa erre az ügyvédekkel szemben pályájuk során támasztott egyik etikai elvárás: „Az ügyfél iránti hűség”.
A hivatások a történelem során egyre inkább a társadalmi elismerés pozitív hatásában részesültek. A hivatást végzők elsősorban lelkiismereti meggyőződésükből végzik tevékenységüket, nem saját céljaik érdekében, hiszen az egyén az emberiség közösségébe született, így az individuum létét, testi-lelki kibontakozását és személyiségének kiteljesedését ez határozza meg.
A hivatás az életünkben az, ahol a szenvedélyeink találkoznak a világ szükségleteivel.

## A hivatás fogalmának kialakulása
- A hivatás életpályává válik;
- A hivatás oktatása;
- A hivatás egyetemi oktatása;

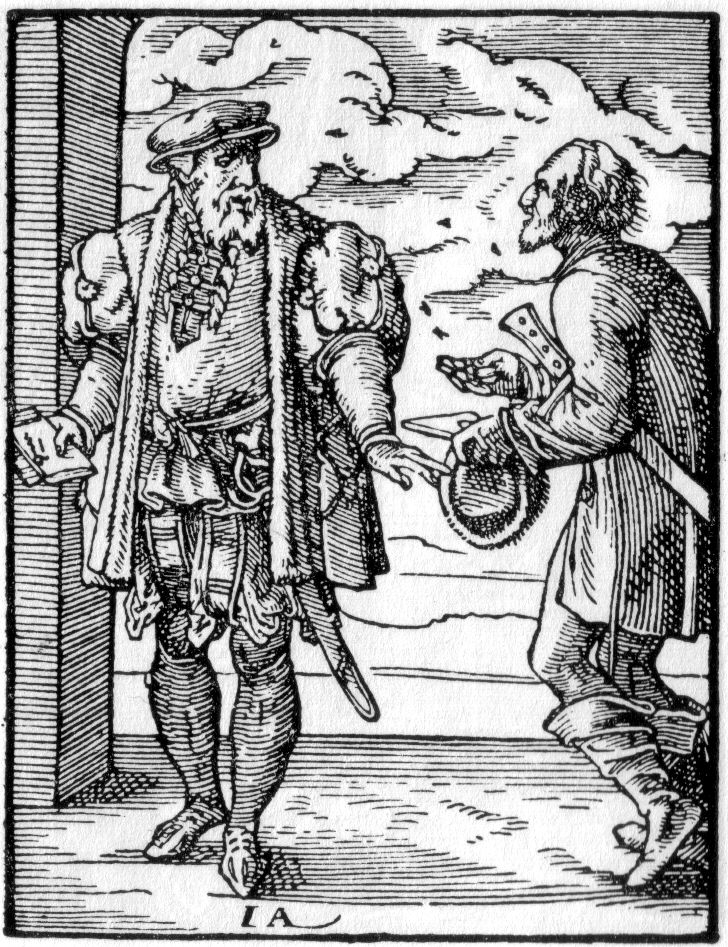
Procurator és kliense egy középkori metszeten. A procurator olyan személy volt, aki valakinek az ügyét megbízás alapján intézte és képviselte

- A hivatásokat űzők szakmai egyesülései jönnek létre;
- A hivatásokat nemzeti szintű egyesülések szabályozzák;
- A hivatások kamarái létrehozzák a szakmai hivatásetikai kódexeket;
- A hivatások kamaráit törvényi szabályozások alá vonják.

## Jogszabályok alapján szabályozott szakmák
Magyarországon a szabályozott szakmák fogalma a 2001. évi C. törvény a külföldi bizonyítványok és oklevelek elismeréséről című törvény alapján jött létre. A törvény alapján meg kellett határozni a »szabályozott szakmai tevékenység« fogalmát, figyelembe véve az egyes tagállamok eltérő szociológiai jellemzőit; mivel szabályozott szakmai tevékenységnek kell tekinteni nemcsak az olyan szakmai tevékenységet, amelynek gyakorlása az egyik tagállamban oklevélhez van kötve, hanem az olyan szakmai tevékenységet is, amely – ha olyan címmel párosul, amely azok számára van fenntartva, akik bizonyos képesítési feltételeket teljesítenek – szabadon gyakorolható.
Szabályozott szakma az, melynek gyakorlását egy adott ország, jelen esetben Magyarország, meghatározott bizonyítvány vagy oklevél által tanúsított képesítés meglétéhez köti. Minden tagállam maga határozza meg, hogy mely szakmákat minősíti szabályozottnak.

## Az egyes hivatások szerinti kamarák szerepe Magyarországon
A hivatásokat általában külön törvényi és kamarai szabályozások különítik el az egyéb foglalkozásoktól, mint például az orvosi eskü alapján a Magyar Orvosi Kamara - törvényben előírt kötelezettségnek eleget téve - megalkotta az első Magyar Orvosetikai Kódexet. Ennek jegyében jöttek létre a különböző kamarák, amelyek a hivatást folytatókat tömörítik, és szakmai szempontból minőségbiztosítási feladatokat látnak el (pl. orvosi kamara, ügyvédi kamara, építész kamara, Magyar Szabadalmi Ügyvivői Kamara, Magyar Mérnöki Kamara stb.). Általában ezek a kamarák a hivatások végzéséhez etikai kódexeket is alkalmaznak. Ilyen például a Rendőrség rendőri hivatásra vonatkozó etikai kódexe vagy az Orvosi etika.

## Hivatás a Büntető Törvénykönyvben
A hatályos magyar Büntető Törvénykönyv (Btk.) általában nem tesz különbséget foglalkozás és hivatás között, hiszen a bíróság az ítéletekben „hivatása vagy foglalkozása alapján reá irányadó szabályokra” hivatkozik. Így a foglalkozástól eltiltás mellett nincs külön "hivatástól eltiltás". A Btk. a hivatás szót például az ügyvédi visszaélésnél említi a törvény, amely szerint „Az ügyvéd, aki azért, hogy ügyfelének jogtalan hátrányt okozzon, hivatásából folyó kötelességét megszegi, bűntett miatt három évig terjedő szabadságvesztéssel büntetendő”, míg a hivatásszerűen kifejezés csak a 459. § 12.d. pontjában fordul elő, ahol a rendelkezés egyrészt az egyházi személyre, másrészt egyéb olyan személyre vonatkozik, aki ugyan nem minősül egyházi személynek, azonban megfelel a "vallási tevékenységet végző szervezet vallásos szertartást hivatásszerűen végző tagja" fogalmának.

## Hivatásetika
A hivatások etikai kódexeinek célja a magas szintű viselkedési normák felállítása,így a társadalmi bizalom növelése. A hivatások etikai szabályozása azért is fontos, mert sok esetben a hivatást végzővel szemben egy olyan személy áll, aki a hivatást betöltő személlyel függőségi viszonyba került, például a beteg, függ az orvosától, ügyfél az ügyvédtől, állampolgár az intézkedő rendőrtől, diák a tanárától. A hivatást végző szabályozás híján a hivatásával vissza is élhet. A hivatással történő visszaélések meghatározhatóak, ha az etikai kódexekben lefektetik a hivatottak erkölcsi kötelezettségeit és a különböző kamarák szakmai alapelveit.
Az erkölcsi törvény nem ismer tudóst és tudatlant, vagyonost, szegényt. Akármi van a fejemben, a Sinai-hegy nekem sem adott külön tízparancsolatot.
A hivatást gyakorló akkor tölti be hivatását rendeltetésszerűen, ha az erény elveit követi. Ez röviden azt jelenti, hogy bár lehetősége lenne a bűnre, azt mégsem teszi meg, mivel hivatásának lényege, hogy mások érdekeit szolgálja, és mások érdekei szerint cselekedjen.
A hivatások etikája az alábbi alapelvek mentén épül fel, függetlenül attól, hogy mely hivatásokról van konkrétan szó:
- Őszinteség;
- Egységesség;
- Átláthatóság;
- Kiszámíthatóság;
- Bizalmasság;
- Objektivitás;
- Tisztelet;
- A jog betartása;
- Lojalitás.